# جو إيوبانكس
جو إيوبانكس (بالإنجليزية: Joe Eubanks)‏ هو سائق سباق أمريكي، ولد في 9 أغسطس 1925 في سبارتانبرغ في الولايات المتحدة، وتوفي في 21 يونيو 1971.